# Gare de Søsterbekk
La gare de Søsterbekk est une halte ferroviaire de la ligne d'Ofot. La gare est située sur la commune de Narvik mais à 36.05 km du port. En 1988 la voie a été déviée entre Sørdalen et Bjørnfjell, un nouveau bâtiment a alors été construit.

## Histoire
L'arrêt Søsterbekk ouvre ses portes en 1988.